# 林钦尼亚木·阿玛尔扎尔嘎勒

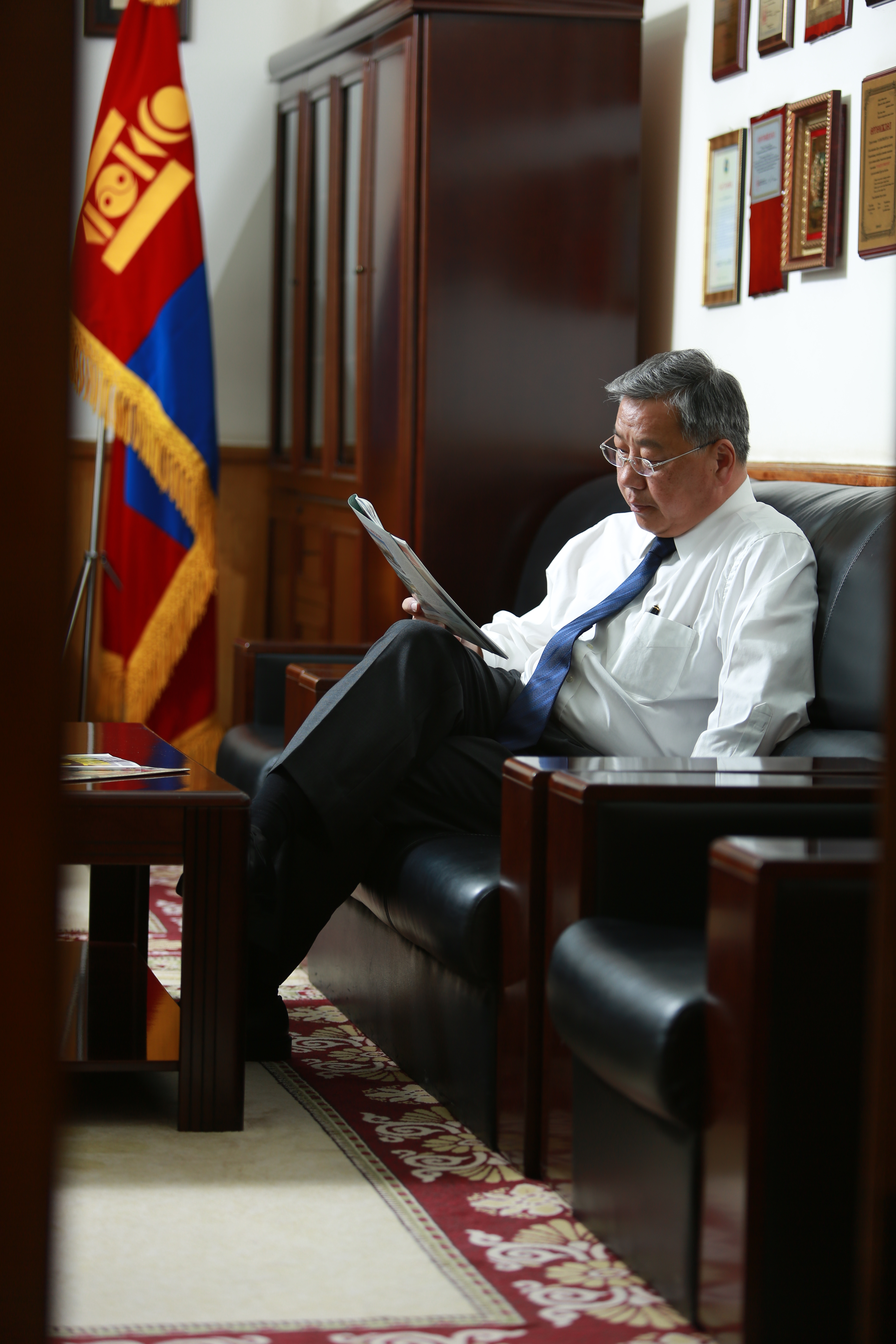
林钦尼亚木·阿玛尔扎尔嘎勒

林钦尼亚木·阿玛尔扎尔嘎勒（羅馬化：Rinchinnyamyn Amarjargal，1961年—），也译阿玛尔扎尔格勒，生于乌兰巴托，他是蒙古民族进步党和民族民主党创始人之一，1999年7月30日至2000年7月26日任蒙古总理。父亲来自西部科布多省策勒格县。